# Louis Kahn (architecte)
Pour les articles homonymes, voir Louis Kahn et Kahn.
Louis Isadore Kahn, (né Itze-Leib Schmuilowsky, le 20 février 1901 à Kuressaare - mort le 17 mars 1974 à New York) , est un architecte américain, d'origine estonienne.
Il est aujourd'hui considéré comme l'un des plus grands architectes du XXe siècle. Ses principales œuvres sont aux États-Unis, en Inde et au Bangladesh. Souvent monumentales, elles marquent une attention particulière à la vie communautaire. Son langage personnel, relayé par son enseignement et ses écrits, traduit un travail rigoureux sur le plan, l’épaisseur de la paroi, la lumière et le matériau, particulièrement la brique et le béton armé.

## Biographie

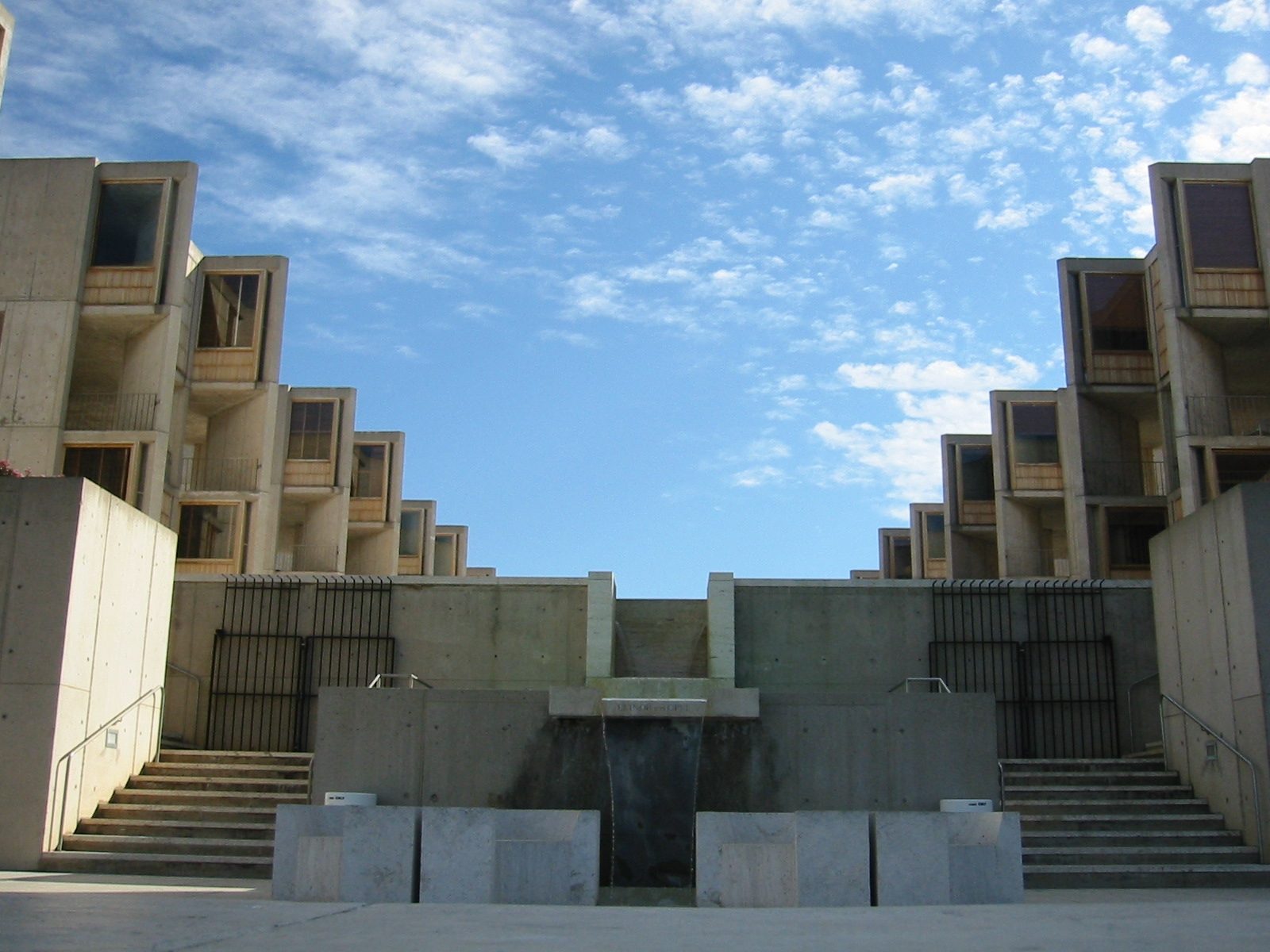
Salk Institute for Biological Studies, La Jolla.

Né dans l'île estonienne d'Osel, aujourd'hui Saaremaa, Louis I. Kahn a quatre ans lorsque sa famille, d'origine juive, émigre aux États-Unis et s'installe dans un quartier pauvre de la périphérie de Philadelphie. Il est naturalisé américain le 15 mai 1914.
Doué pour le dessin et la musique, il obtient une bourse lui permettant de suivre des études de dessin parallèlement à l'école publique et d'entrer à l'école d'architecture de l'université de Pennsylvanie dans les années 1920. Il y suit les cours d'un professeur français, Paul Philippe Cret, gagnant un temps sa vie en jouant du piano dans les cinémas. Puis il découvre et admire Le Corbusier. Kahn a aussi reçu un enseignement classique dont Auguste Choisy et Julien Guadet étaient la référence. Il voyage un an en Europe, dessine beaucoup, puis travaille comme dessinateur dans divers agences de Philadelphie. Intéressé par le logement social, il crée un groupe de recherche sur les problèmes d'urbanisation et de logement social à Philadelphie. Il fonde sa propre agence à la fin des années 1940, à près de 50 ans, avec sa partenaire Anne Tyng, tandis qu'il est nommé professeur d'architecture à Yale (1947-1957), avant d'enseigner jusqu'à sa mort à l'université de Pennsylvanie (1957-1974).
Dans sa vie privée, Kahn était polygame."Lou avait trois familles, qui vivaient toutes trois à Philadelphie, dans une polygamie à moitié secrète." (Le Temps, 7 janvier 2016). Il a été père avec chacune de ses compagnes. Sa première fille Sue Ann est née de sa femme legitime Esther. Sa deuxième fille, Alexandra Tyng, est née de sa collaboratrice Anne Tyng, sa naissance ayant eu lieu a Rome pour dissimuler leur relation. Enfin son fils Nathaniel est né de Harriet Pattison.
Il connut la notoriété en tant qu'architecte après la Seconde Guerre mondiale, avec des bâtiments comme le Centre de recherches médicales Newton-Richards (à Philadelphie, 1958-1961), le Salk Institute for Biological Studies (La Jolla, Californie, 1966), la bibliothèque d'Exeter (New Hampshire, 1972) ou l'Assemblée nationale du Bangladesh à Dacca (1974). Il dessina de nombreux plans de bâtiments sur les campus universitaires américains, avec l'exigence de l'éclairage par la lumière naturelle.
Il est lauréat en 1951 du prix de Rome américain (Rome Prize) en architecture, il est  élu en 1971 membre de l'Académie américaine des arts et des lettres.
Un documentaire sur Louis Kahn intitulé My Architect a été réalisé par son fils, Nathaniel Kahn, en 2003.

## Caractéristiques de l'œuvre[3]
Louis Kahn appartient à la génération qui suit les fondateurs du Modernisme (il a 15 ans de moins que Ludwig Mies van der Rohe et 14 de moins que Le Corbusier). À ce titre, il prend la suite du mouvement moderne et le dépasse.
Il a étudié l'ouvrage Vers une architecture de Le Corbusier et est tributaire de nombreux principes miesiens (visible par exemple dans la conception de la façade métallique de l'Art gallery de l'université Yale).
Mais le fonctionnalisme de ses édifices aboutit à la définition de concepts nouveaux: l'opposition entre le servant & le servi et la notion d'architecture creuse.
Servant/Servi : Aux laboratoires de l'université de Pennsylvanie à Philadelphie (1957-1965), les tours des circulations (espaces servants) se distinguent clairement des plateaux des laboratoires (espaces servis). De même, le Salk Institute for Biological Studies de La Jolla est doté de niveaux techniques intermédiaires (espaces servants), plus bas que les plateaux des laboratoires (espaces servis).
Architecture creuse : Louis Kahn est soumis, comme ses contemporains, à un autre problème fonctionnel : l'intégration des conduites et réseaux techniques qui se multiplient dans les bâtiments modernes (eau, ventilation, électricité...). Pour ce faire, il va générer une architecture creuse : les conduites, mais aussi les circulations, seront intégrées dans des espaces interstitiels ménagés dans l'épaisseur des murs (ou dans les planchers comme on l'a vu au Salk Institute for Biological Studies). Cette idée est déjà développée à l'Art gallery de l'université Yale où Kahn place l'escalier dans un cylindre de béton, à l'image d'un fût de colonne qui serait creux.
Par ailleurs, Kahn renouvelle l'emploi des formes géométriques fondamentales. Le cercle, le triangle, le carré étaient déjà employés par les Modernistes des années 1920 mais Kahn en fait un usage esthétique nouveau, notamment dans ses réalisations en Inde (Institut de gestion d'Ahmedabad) et au Bangladesh (Capitole de Dacca). Dès sa première réalisation d'importance, la Yale University Art Gallery, on perçoit le complet renouvellement en cours : les plafonds sont formés d'un réseau de caissons triangulaires en béton, la cage d'escalier est un cylindre dont la lumière zénithale modèle une forme triangulaire. Cet usage des formes géométriques fondamentales correspond également à un héritage classique (rappelons que cet héritage classique est aussi présent sous d'autres formes moins abouties chez Le Corbusier ou chez Mies van der Rohe).
L'un des apports majeurs de Louis Kahn est sa recherche de monumentalité et de spiritualité. La massivité de ses édifices, le choix des matériaux, l'emploi esthétique de formes géométriques élémentaires concourent à cela. La position du Salk institute face à l'océan Pacifique ou les immenses volumes du capitole de Dacca émergeant d'un lac artificiel en sont deux exemples. Cette monumentalité rompt avec les principes du modernisme (notons qu'à la même époque, Le Corbusier fait évoluer son art dans la même direction avec la chapelle Notre-Dame-du-Haut de Ronchamp ou les édifices de Chandigarh). Dans son livre, le psychanalyste suisse, Jean-Christophe Bétrisey émet l'hypothèse que la personnalité complexe de Louis Kahn a influencé une grande partie de son œuvre jusqu'à son apogée spirituelle gravé dans le béton et la brique à Dacca au Bangladesh.
L'emploi particulier que fait Louis Kahn de la brique, du bois et du béton brut en fait un initiateur du brutalisme. En effet, l'architecte laisse apparaître les défauts de ses matériaux (texture irrégulière, scories…) et crée de forts contrastes entre eux. Le Salk institute oppose le bois au béton brut, la bibliothèque d'Exeter le bois à la brique, le musée d'art Kimbell le béton brut au travertin, etc.
Enfin, Louis Kahn, inspiré par les édifices religieux universels, est un maître de la lumière. Venant souvent du haut par des percements géométriques, la lumière ajoute à la monumentalité des espaces. L'éclairage zénithal du musée d'art Kimbell est exemplaire de ce point de vue : deux demi-berceaux plein-cintre sont juxtaposés au-dessus de chaque travée intérieure pour laisser entrer la lumière dans la fente interstitielle ; cette lumière est alors renvoyée sur l'intrados du voûtement par des réflecteurs. Un jour de plusieurs centimètres permet un autre apport de lumière entre le couvrement et les murs.
La singularité de l'œuvre de Louis Kahn a influencé une partie des architectes émergeant à la fin des années 1970, et toujours en activité, tels Tadao Ando, Mario Botta, Livio Vacchini ou Ieoh Ming Pei.

## Réalisations

### Maisons

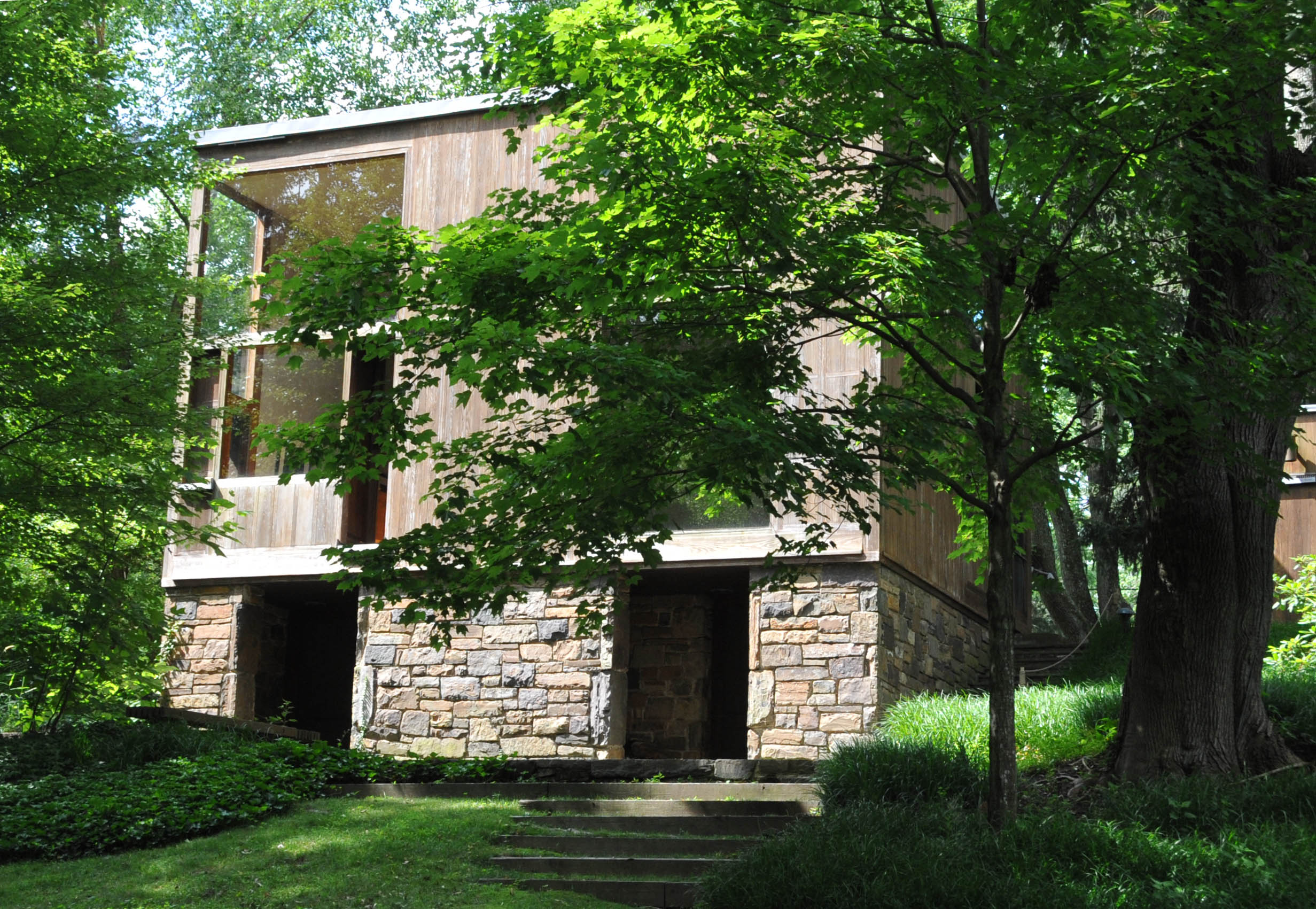
Norman Fischer House (1967)

Œuvres isolées ou faisant partie d'un ensemble comme le Greenbelt Knoll Project, elles sont toutes situées en Pennsylvanie:
- Oser House, 1940-1942
- Roche House, 1947-1949
- Weiss House, 1947-1950
- Genel House, 1948-1951
- Shapiro House, 1956
- Greenbelt Knoll project, 1956
- Esherick House, 1959-1961
- Norman Fischer House, 1967
- Clever House, 1968
- Korman House, 1971-1973

### Réalisations majeures

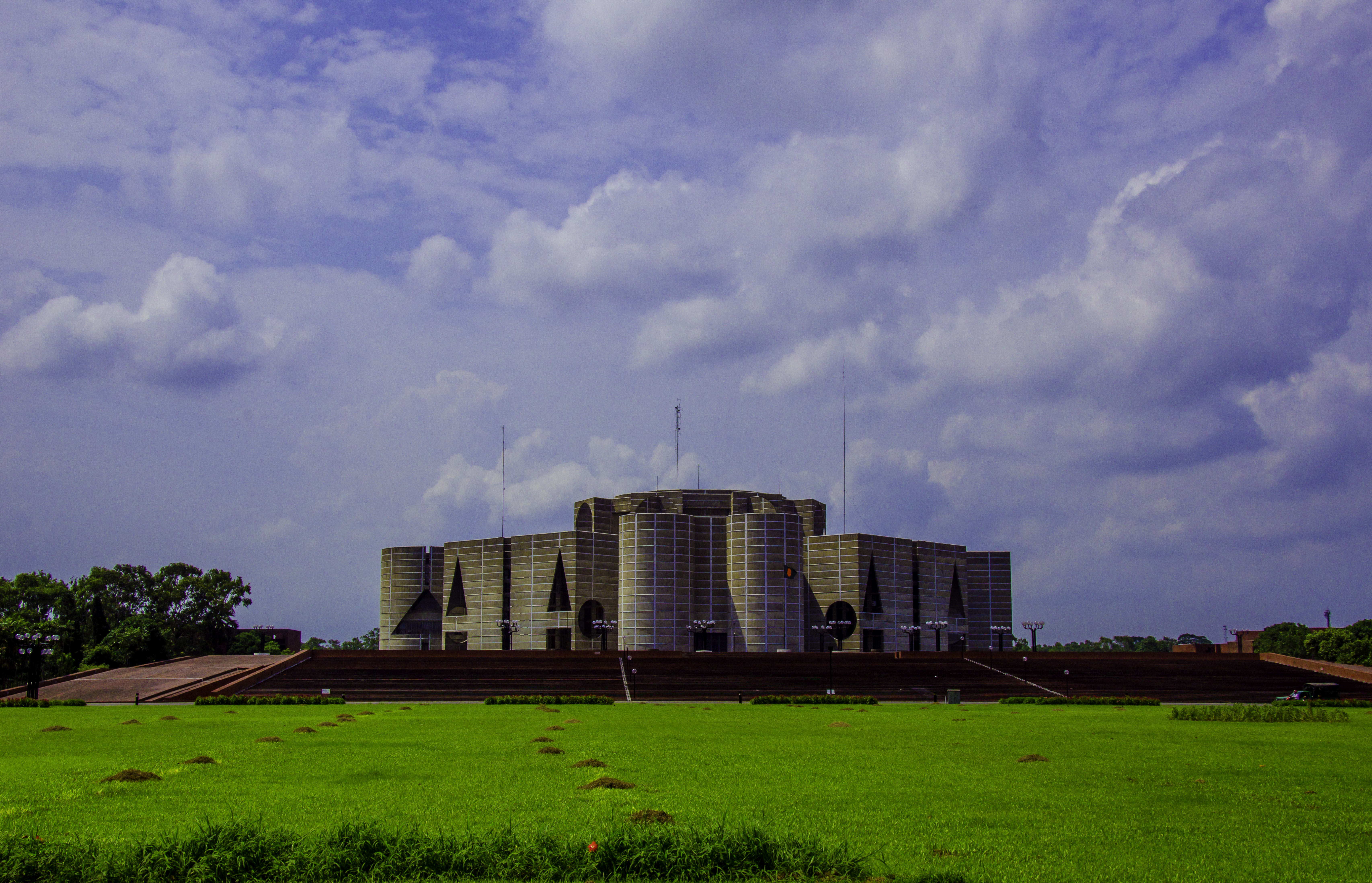
Assemblée nationale du Bangladesh, à Dacca. (2014)

- la Yale University Art Gallery, New Haven, Connecticut, 1951-1953
- le Centre de recherches médicales Newton-Richards, Philadelphie, Pennsylvanie, 1958-1961
- la First Unitarian Church of Rochester (en), Rochester, New York, 1959-1967
- le Salk Institute for Biological Studies, La Jolla, Californie, 1959-1965
- la Phillips Exeter Academy Library, Exeter, New Hampshire, 1965-1972
- la Capitale politique du Bangladesh, Dacca, 1962-1983 dont l'Assemblée nationale (Jatiyo Sangsad Bhaban (en)), 1974
- l'Olivetti-Underwood Factory (en), Harrisburg, Pennsylvanie, 1966-1970
- le musée d'art Kimbell, Fort Worth, Texas, 1966-1972
- le Yale Center for British Art, New Haven (Connecticut), 1969-1974
- l'Institut indien de management d'Ahmedabad avec Balkrishna Vithaldas Doshi et Anant Raje, Ahmedabad, Inde, 1962-1974

### Projets non réalisés
- réaménagement du quartier du Triangle, Philadelphie, Pennsylvanie, 1946-1948
- tour municipale, Philadelphie, Pennsylvanie, 1952-1957
- la synagogue de la Congregation Mikveh Israel (Philadelphia) (en), Philadelphie, Pennsylvanie, 1961-1972
- le couvent des sœurs dominicaines, Media, Pennsylvanie, 1965-1968
- monument aux six millions de martyrs juifs, New York, New-York, 1966-1972
- immeuble de bureaux, Kansas City, Kansas, 1966-1973
- reconstruction de la synagogue Hourva, Jérusalem, Israël, 1969-1973
- palais des congrès, Venise, Italie, 1969-1974

## Galerie

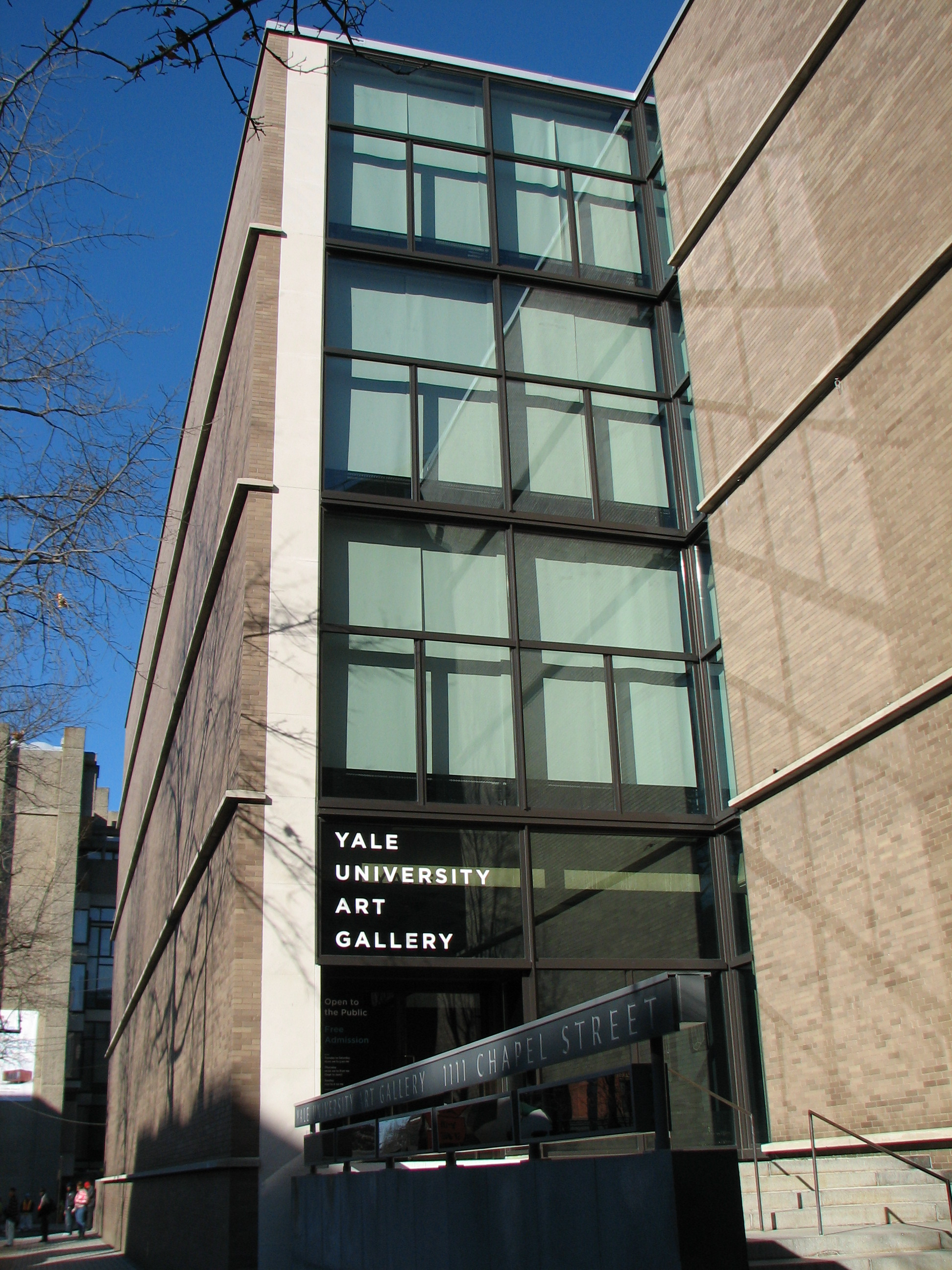
Galerie d'art de l'université Yale, New Haven, Connecticut (1951–53).
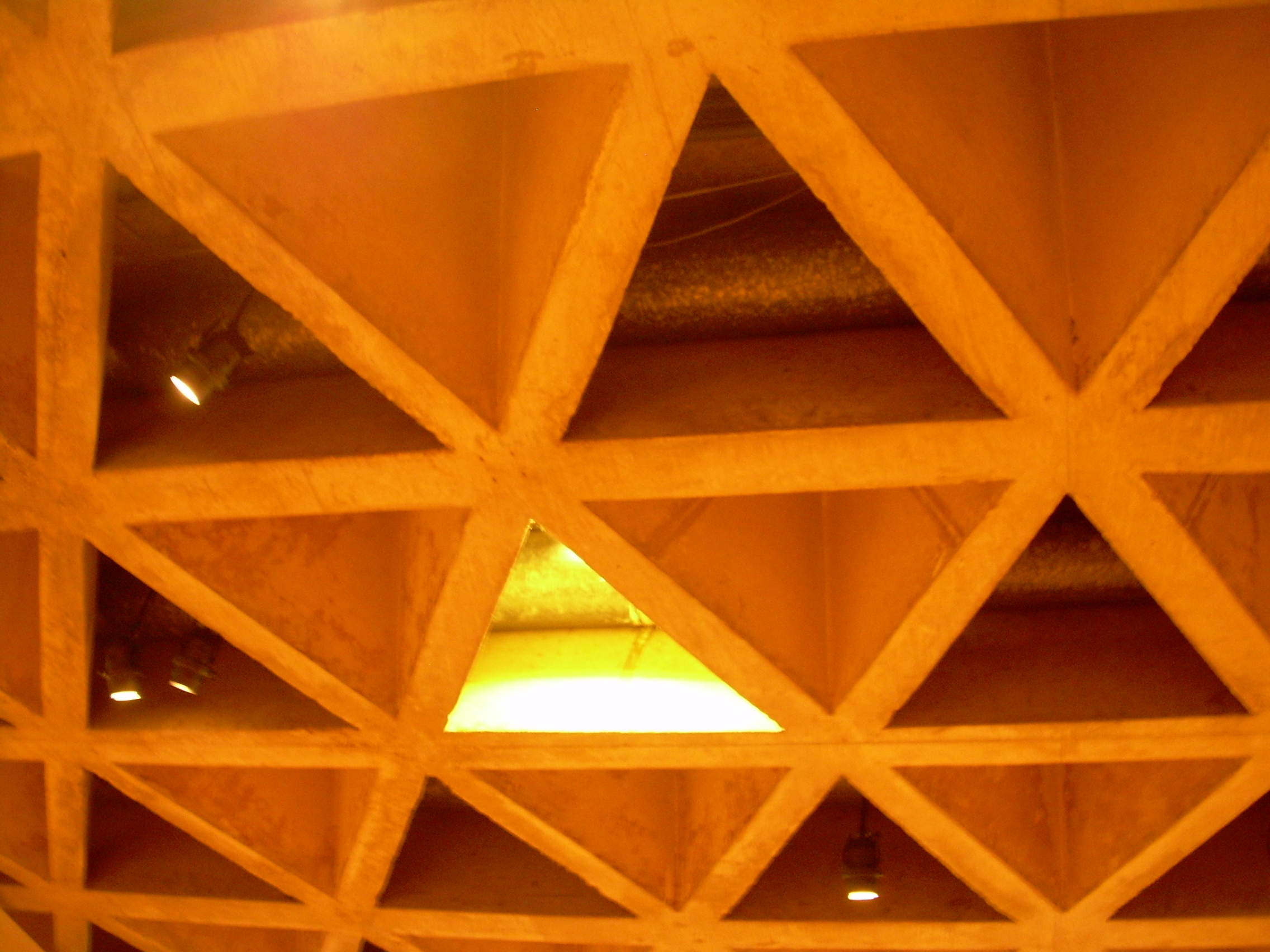
Plafond de la galerie d'art de l'université Yale (1951–53).
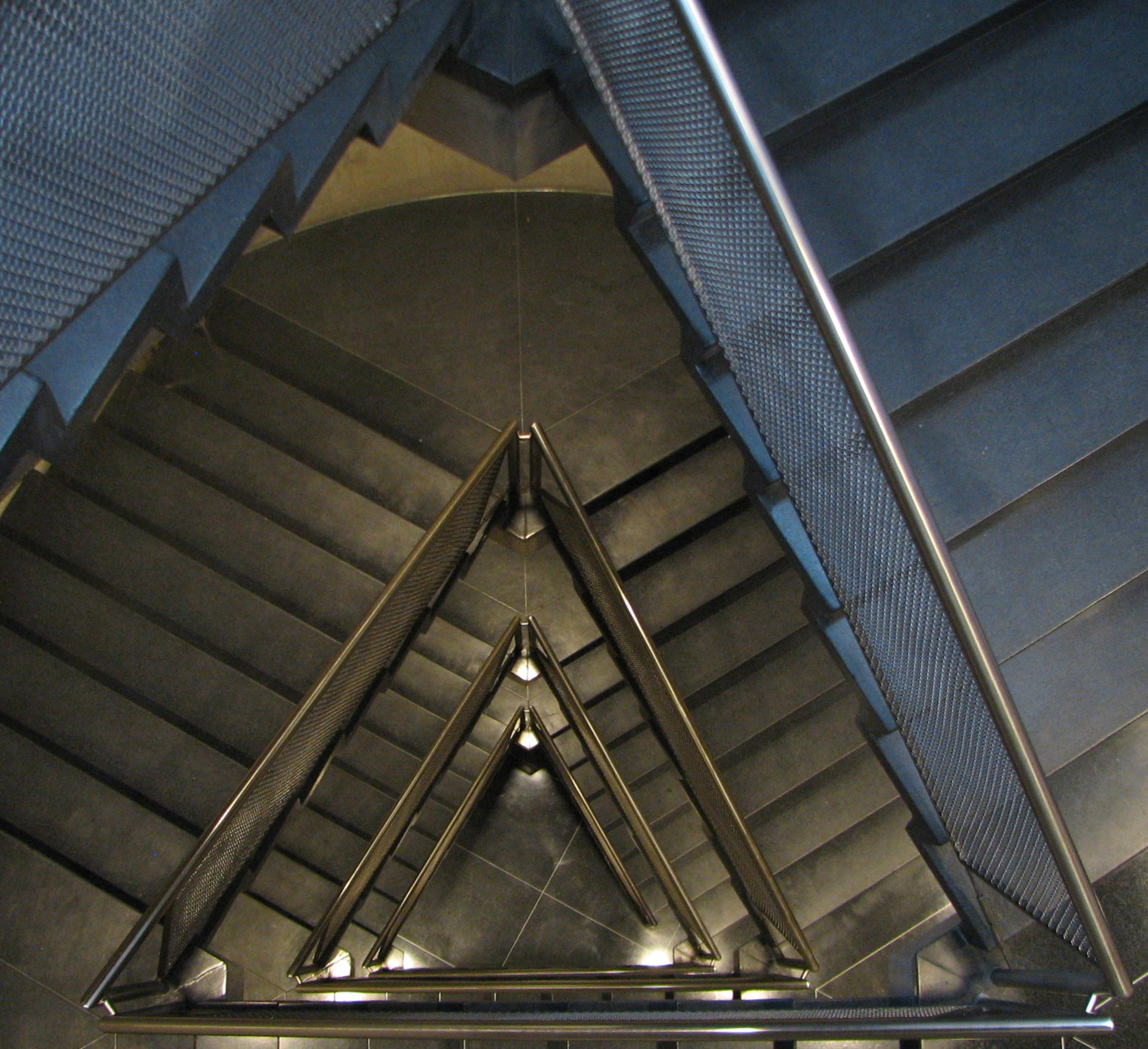
Cage d'escalier de l'université Yale (1951–53).
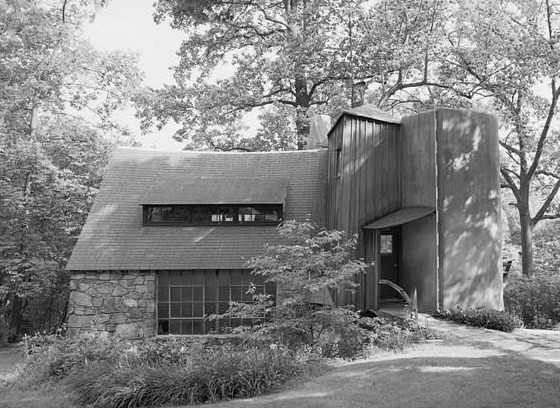
Studio de Wharton Esherick, 1520 Horseshoe Trail, Malvern, Pennsylvanie (1956). Conçu avec Wharton Esherick (en).
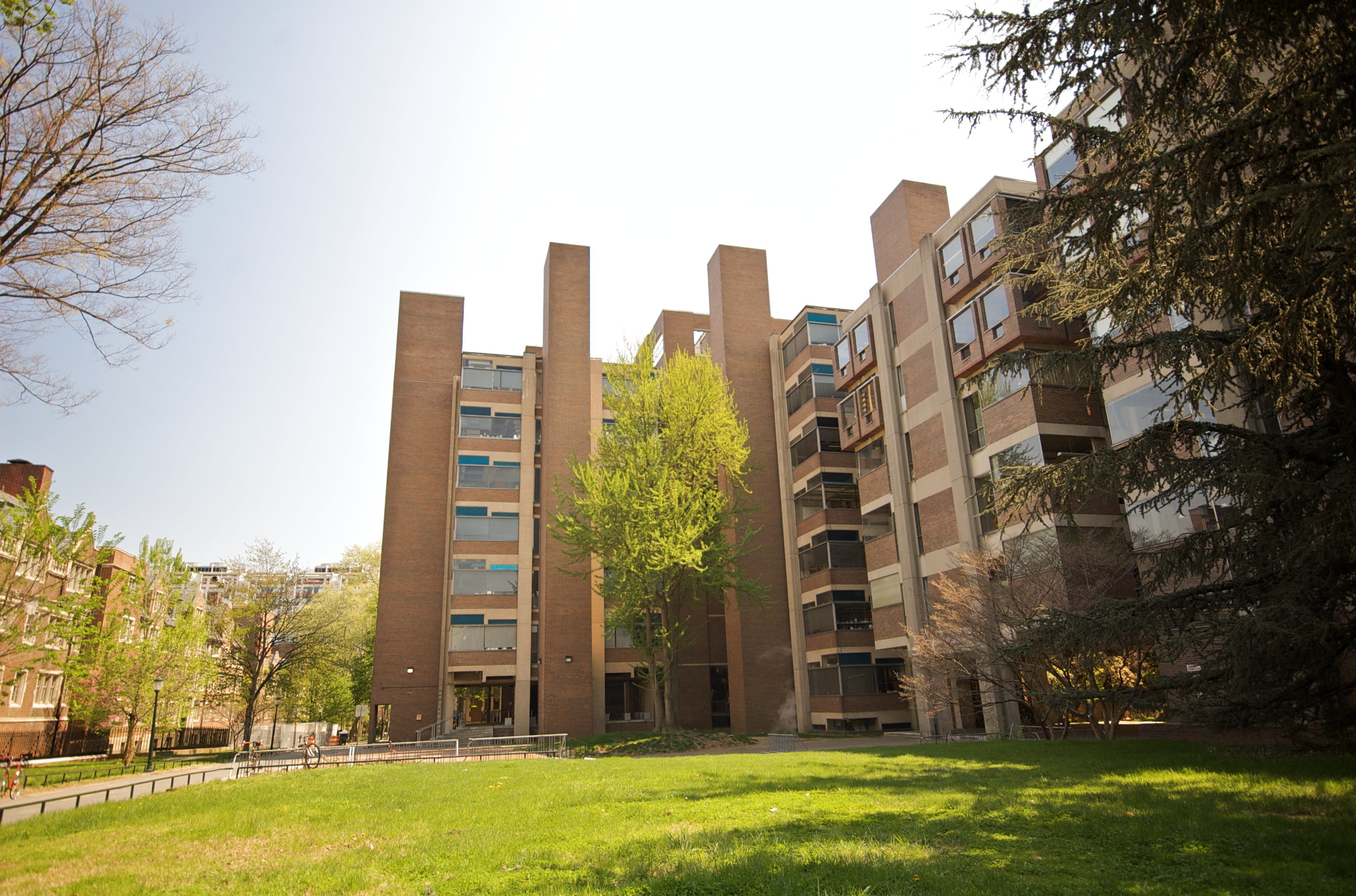
Centre de recherches médicales Newton-Richards, université de Pennsylvanie, 3700 Hamilton Walk, Philadelphie, Pennsylvanie (1957–65).
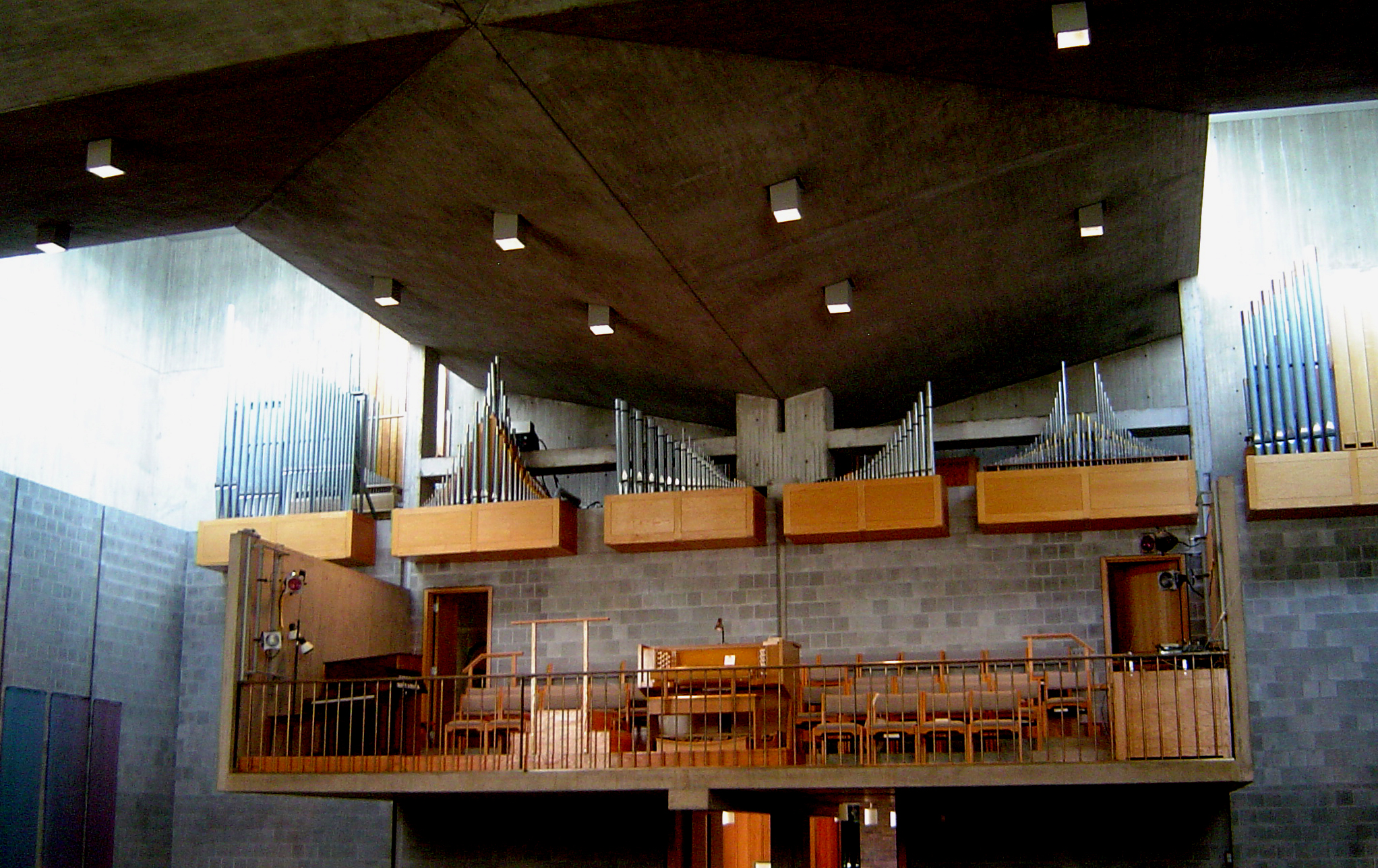
Église unitaire, Rochester, New York (1959).
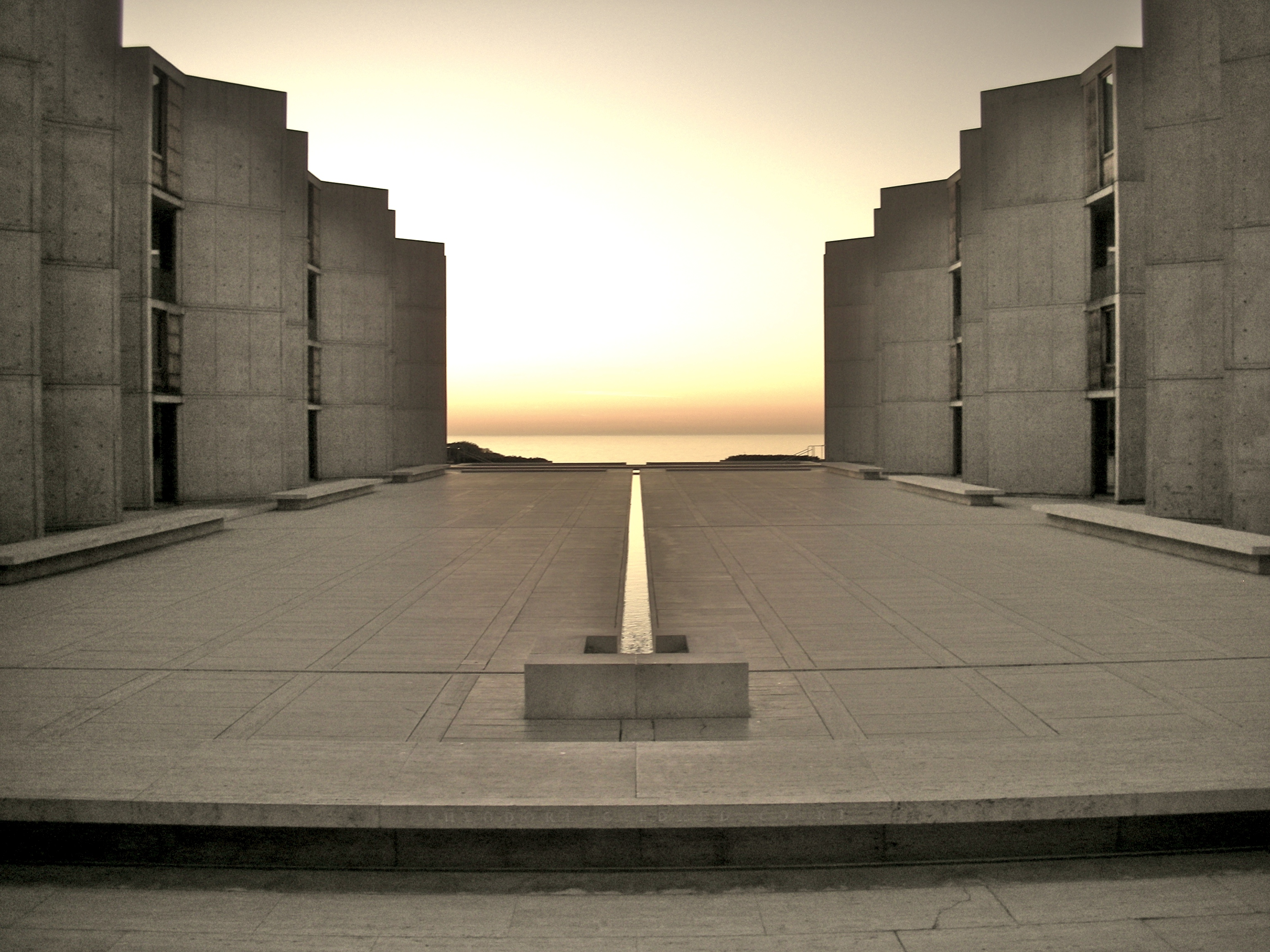
Salk Institute for Biological Studies, esplanade, La Jolla, Californie (1960).
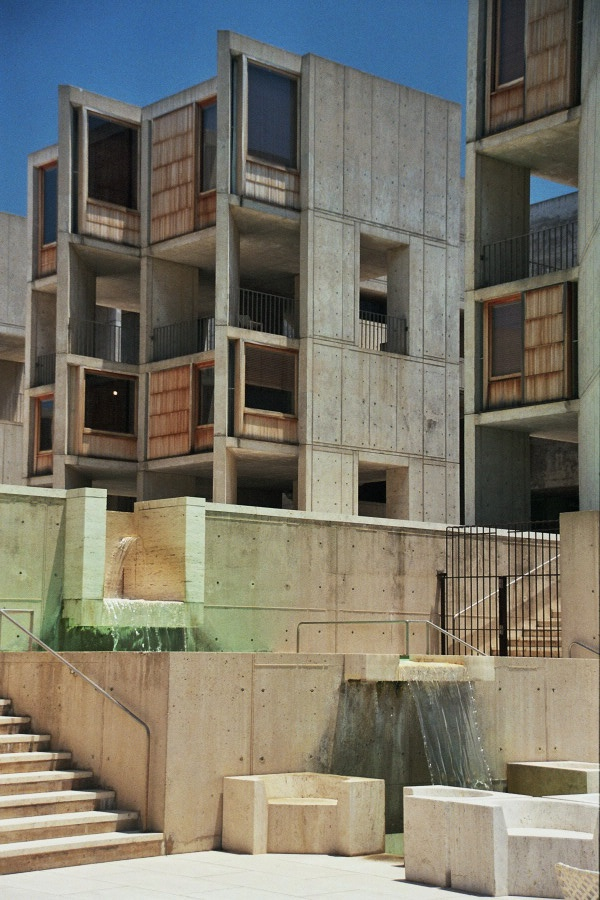
Salk Institute for Biological Studies, fontaine et façades, La Jolla, Californie (1960).
Institut indien de management d'Ahmedabad, Ahmedabad, Inde (1962).
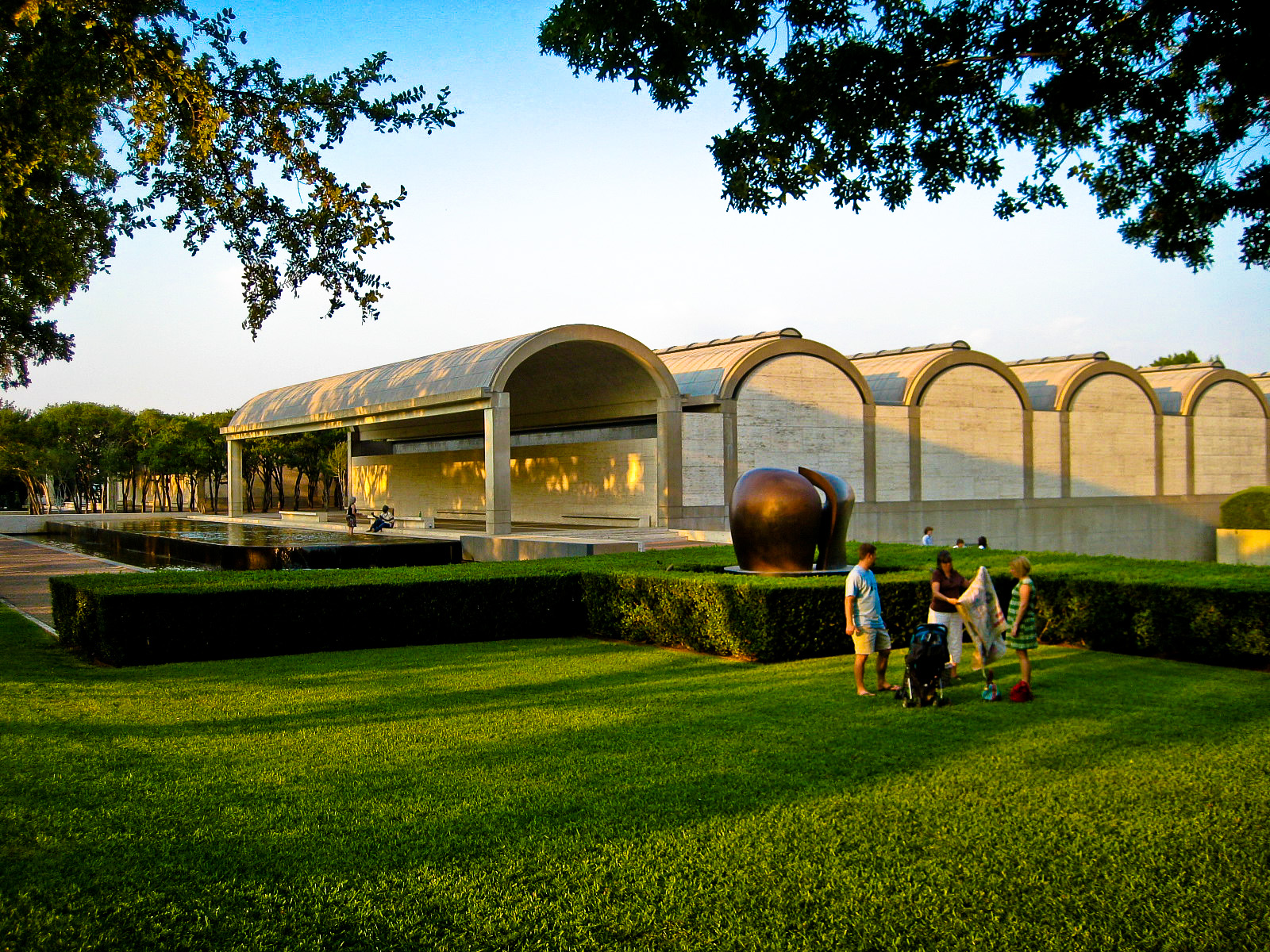
Musée d'art Kimbell (sculpture d'Henry Moore) Fort Worth, Texas (1967-1972).
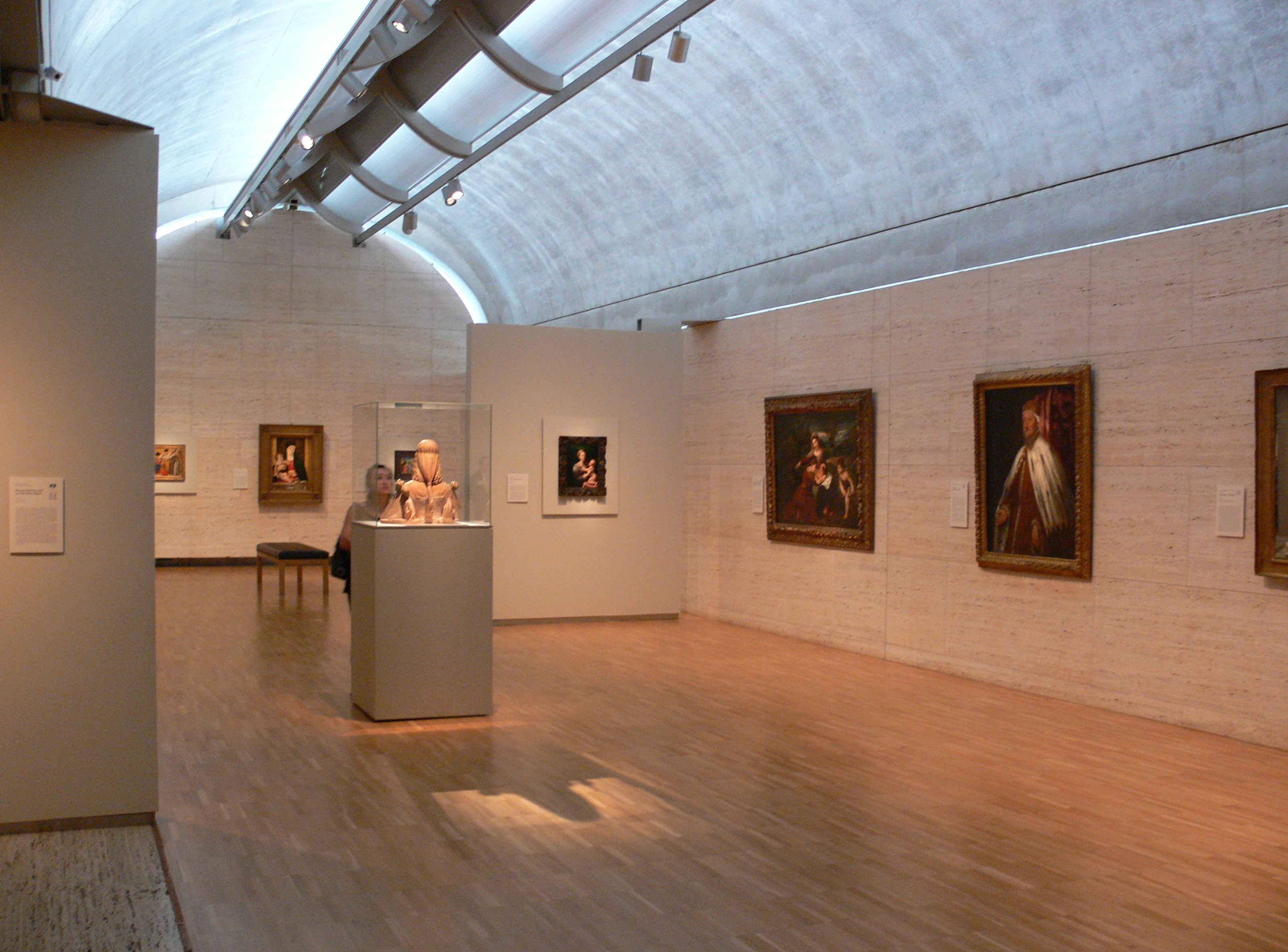
Musée d'art Kimbell Fort Worth, Texas (1967-1972).
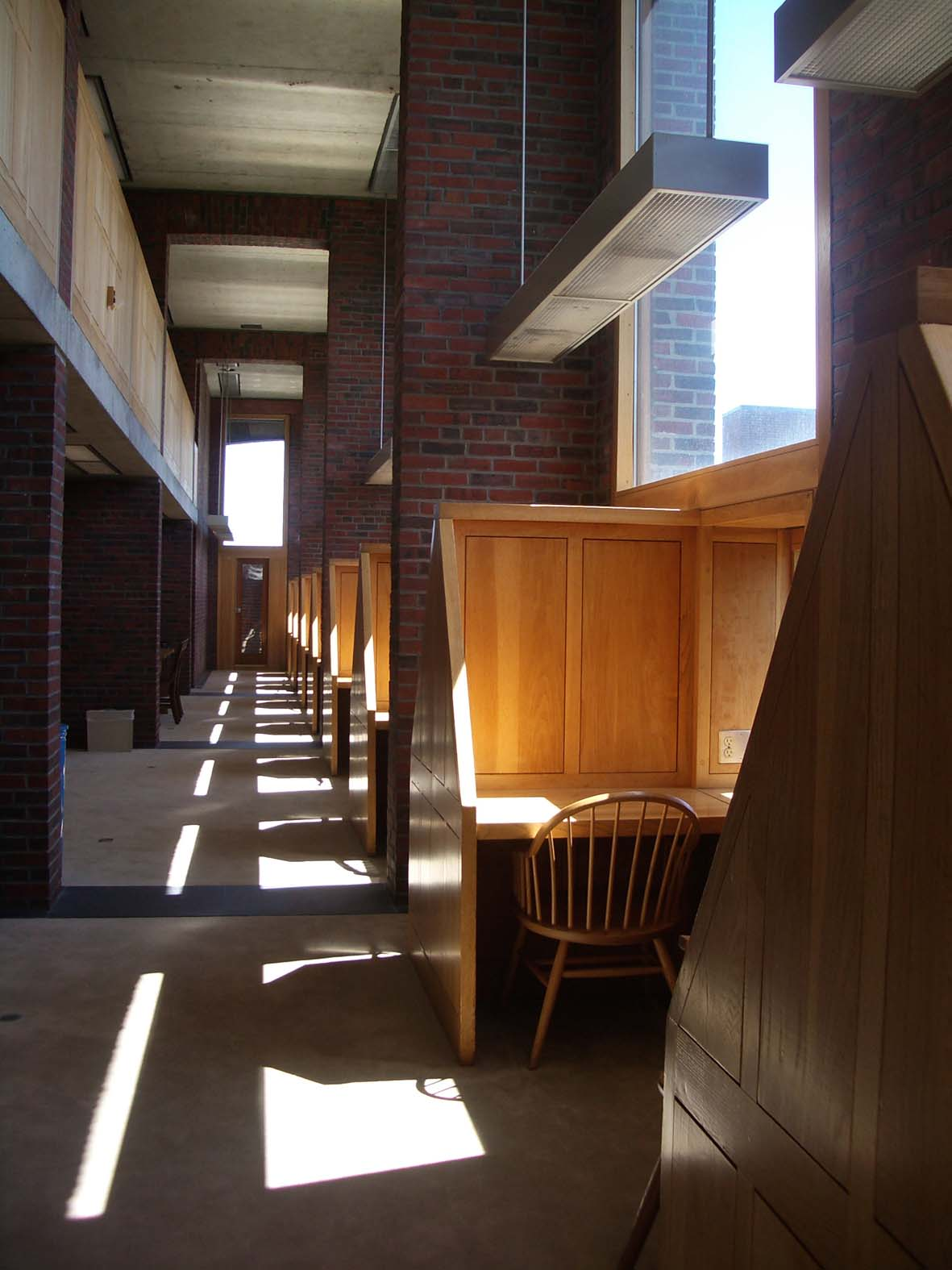
Phillips Exeter Library (salle de lecture), Exeter, New Hampshire , (1972).
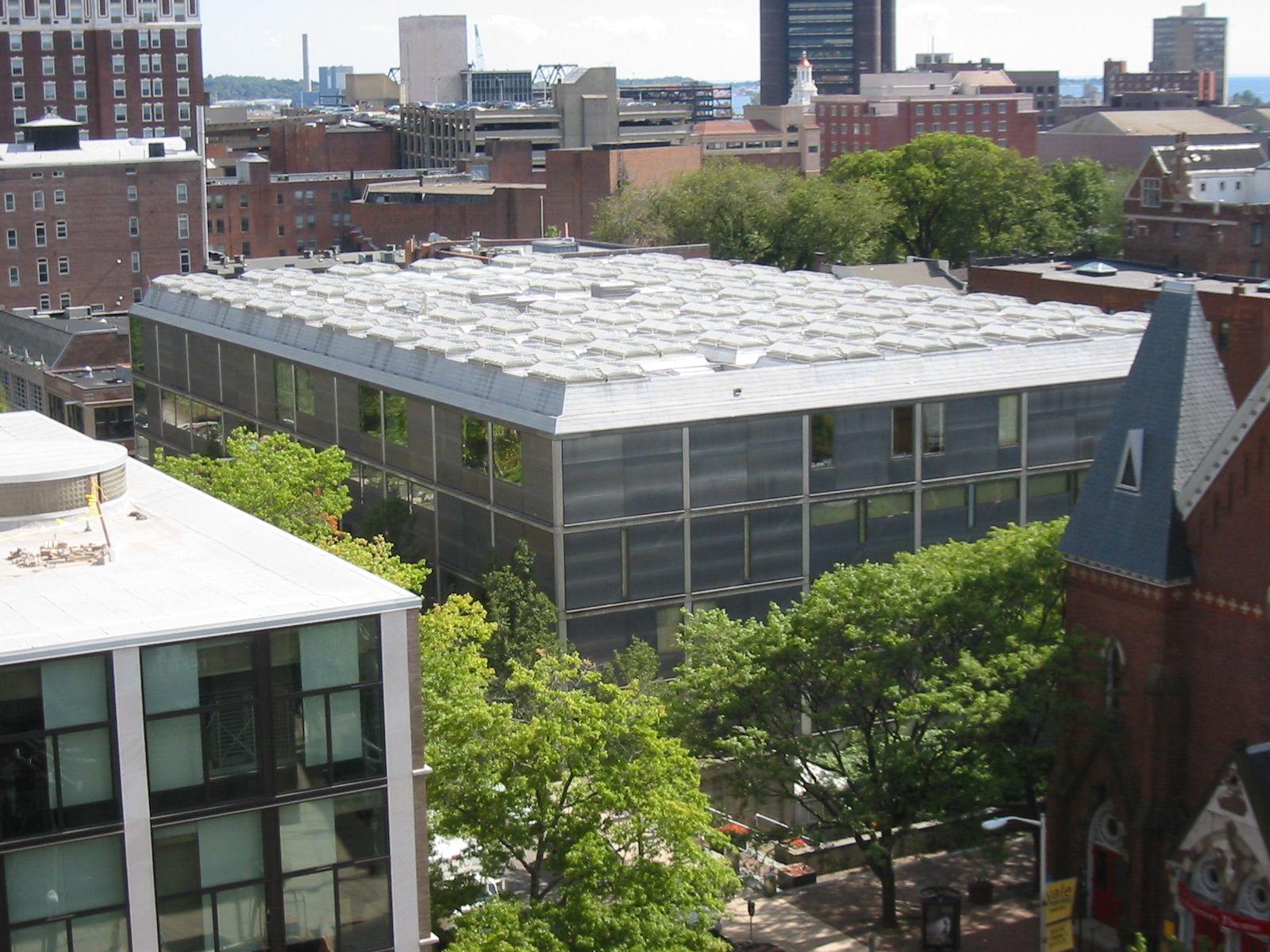
Centre d'art britannique de Yale, université Yale, New Haven, Connecticut (1969–74).
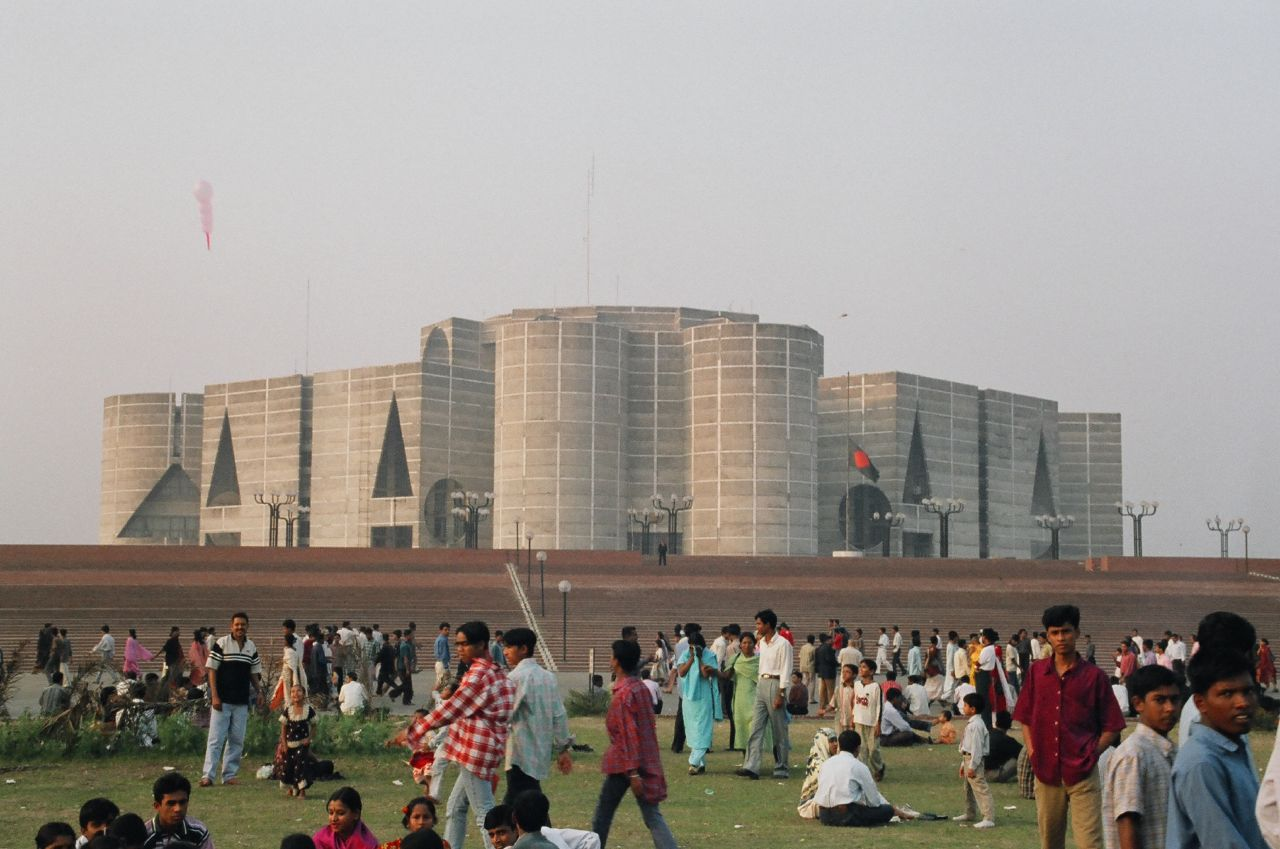
l'Assemblée nationale du Bangladesh, Dacca, 1974.

## Publications
- Order and Form : Yale Art Gallery and Design Center  : (en) Kahn, Louis Isadore, Order and Form : Yale Art Gallery and Design Center, New Haven, Yale Daily News, 1953

- The Architect speaks : (en) Kahn, Louis Isadore, The Architect speaks, New Haven, Yale Daily News, 1953

- Introduction - Visionary architects : Boullée, Ledoux, Lequeu : (en) Kahn, Louis Isadore, Introduction : Visionary architects : Boullée, Ledoux, Lequeu, Houston, Texas, Université de Saint-Thomas, 1968

- Silence et lumière : Kahn, Louis Isadore (choix de conférences et d'entretiens, 1955-1974) (trad. Mathilde Bellaigue et Christian Devillers), Silence et Lumière [« Between Silence and the Light »], Paris, Les Editions du Linteau, 1996, 299 p., 21 cm (ISBN 2-910342-04-2, BNF 35821318)

- Louis I. Kahn : conversations with students : (en) Kahn, Louis Isadore, Louis I. Kahn : conversations with students, Architecture at Rice University, New York, Princeton Architectural Press, 1998

- The Louis I. Kahn archive, dessins (œuvres complètes en 7 volumes) : (en) Kahn, Louis Isadore (Personnal drawings: the completely illustrated catalogue of the drawings in the Louis I. Kahn collection / University of Pennsylvania and Pennsylvania historical and museum commission), The Louis I. Kahn archive, New York, Londres, Garlang publ., 1996, 32 cm (BNF 37329912)

- Louis Kahn, textes essentiels : (en) Kahn, Louis Isadore (réunis par Robert Twombly), Louis Kahn : essential texts, New York, W.W. Norton & co., 2003, 288 p., 21 cm (ISBN 0-393-73113-8, BNF 39151978)
- Light is the theme, à propos du musée d'art Kimbell : (en) Kahn, Louis Isadore (Louis I. Kahn and the Kimbell art museum: comments on architecture. compiled by Nell E. Johnson ; foreword by Eric M. Lee ; édition originale en 1975), Light is the theme : Louis I. Kahn and the Kimbell art museum, Fort Worth, musée d'art Kimbell, 2011, 79 p., 21 cm × 26 cm (ISBN 978-0-300-17940-8 et 0-300-17940-5, BNF 42716408)
- Writings, lectures, interviews : (en) Kahn, Louis Isadore (introduction and edition by Alessandra Latour), Writings, lectures, interviews, New York, Rizzoli, 1991, 352 p., 27 cm (ISBN 0-8478-1331-2, BNF 36674328)

### Ouvrages
- Louis Kahn sur le divan du psychanalyste, Jean-Christophe Betrisey, Louis Kahn sur le divan du psychanalyste, Genève, Collection du Divan, 2018, 104 p. (ISBN 978-1-9805-2341-3)

- Louis I. Kahn (Makers of Contemporary Architecture) : (en) Vincent Scully Jr, Louis I. Kahn (Makers of Contemporary Architecture), New York, George Braziller, 1962, 127 p.

- Global Architecture n°5 : (en + ja) Futagawa Yukio et Maki Fumihiko, Louis I. Kahn : Richards Medical Research Building, Pennsylvania. 1961, Salk Institute for Biological Studies, California. 1965, Tokyo, Global Architecture n°5, ADA Edita, 1971, in folio

- Global Architecture n°35 : (en + ja) Futagawa Yukio, Louis I. Kahn : Louis I Kahn, Indian Institute of Management, Ahmedabad, India 1963, Exeter Library, Phillips Exeter Academy, Exeter, NH, 1972, Tokyo, Global Architecture n°35, ADA Edita, 1976, in folio

- Global Architecture n°38 : (en + ja) Futagawa Yukio, Louis I. Kahn : Louis I Kahn, Yale U. Art Gallery, Kimble Art Museum, Tokyo, Global Architecture n°38, ADA Edita, 1976, in folio

- Louis I. Kahn : l'uomo, il maestro : (it) Alessandra Latour, Louis I. Kahn : l'uomo, il maestro, Rome, Kappa, 1986

- Louis I. Kahn : Complete Work 1935-74 : (en) Ronner, Heinz; Jhaveri, Sharad ; Vasella, Alessandro, Louis I. Kahn : Complete Work 1935-74, Zurich/Bâle/Boulder, ETH/Birkhäuser/West View Press, 1977, 24 cmx43,5 cm (ISBN 3-7643-0900-8 et 0-89158-648-2), p. 456; deuxième édition lieu=Bâle/Boston | éditeur=Birkhäuser | Année=1987 | (ISBN 3-7643-1347-1) (Bâle) et  (ISBN 0-8176-1347-1) (Boston) )

- The Paintings and Sketches of Louis I. Kahn : (en) Jan Hochstim, The Paintings and Sketches of Louis I. Kahn, New York, Rizzoli, 1991, 340 p. (ISBN 0-8478-1381-9)

- Louis I. Kahn : Writings, Lectures, Interviews : (en) Alessandra Latour, Louis I. Kahn : Writings, Lectures, Interviews, New York, Rizzoli, 1991, 352 p., 9¾" - 12" (ISBN 0-8478-1331-2)

- Kimbell Art Museum: Louis I. Kahn : (en) Brawne Michael, Kimbell Art Museum : Louis I. Kahn, Londres, Phaidon Press, 1992 (ISBN 0-7148-2745-2)

- Louis I. Kahn : Le monde de l'architecte : Brownlee David B., De Long David G. (trad. de l'anglais), Louis I. Kahn : Le monde de l'architecte, Paris, Centre Georges Pompidou, 1992, 318 p., 24 cmx30 cm (ISBN 2-85850-647-7, BNF 35504530)

- Louis I. Kahn : Le monde de l'architecte, carnet du visiteur : Hubert, Bruno Jean, Louis I. Kahn : Le monde de l'architecte, carnet du visiteur, Paris, Centre Georges-Pompidou, 1992, 16 p., 22 cm (ISBN 2-85850-624-8, BNF 36960781)

- Kimbell Art Museum: Louis I. Kahn : (en + ja) Futagawa Yukio, Louis I. Kahn : Louis I Kahn, Yale U. Art Gallery, Kimbell Art Museum, Tokyo, Global Architecture n°38, ADA Edita, 1994, in folio

- Louis I. Kahn : (en) Joseph Rykwert, Louis I. Kahn, New York, Harry N.Abrams, 2001, 220 p. (ISBN 0-8109-4226-7)

- Louis I. Kahn : la construction poétique de l'espace : Rivalta, Luca (trad. de l'italien par Sylvie Duvernois), Louis I. Kahn : la construction poétique de l'espace, Paris, Le Moniteur, 2003, 253 p., 27 cm (ISBN 2-281-19154-0, BNF 39099909)

- Louis I. Kahn : building art, building science : (en) Leslie, Thomas, Louis I. Kahn : building art, building science, New York, G. Braziller, 2005, 274 p., 24 cm (ISBN 0-8076-1540-4, BNF 39978297)

- Dix-huit années avec Louis I. Kahn : Komendant, August (trad. de l'anglais par Mathilde Bellaigue), Dix-huit années avec Louis I. Kahn, Paris, Les Editions du Linteau, 2006, 222 p., 21 cm (ISBN 2-910342-41-7, BNF 40937306)

- Louis I. Kahn : McCarter, Robert (trad. de l'anglais par Crevier, Richard), Louis I. Kahn, Londres, Paris, Phaidon, 2007, 485 p., 26 cm (ISBN 978-0-7148-9710-3, BNF 41004318)

- Louis I. Kahn : Silence and Light : (en + de + fr + es + it) Vassella, Alessandro, Louis I. Kahn - Silence and Light, Zurich, Park Books, 2013, 168 p., 1 Audio CD, 16,2 cmx26,2 cm (ISBN 978-3-906027-18-0)

### Articles
- Henry-Russell Hitchcock, «Noters of a traveler: Wright and Kahn», dans Zodiac 6, 1960
- Willy Serneels, «Louis I. Kahn as a teacher», L'Architecture d'Aujourd hui, Paris, n° 142, 1969, p. 88-91.
- Kenneth Frampton, «Louis Kahn and the French Connection», dans Oppositions 22, New York, IAUS/MIT Press, 1980
- Vittorio Gregotti, «Louis Kahn 1901-1974», dans Rassegna 21, numero special, Milan, mars, 1985
- Joseph Burton, «Note from Volume Zero: Louis Kahn and the Language of God», dans The Yale Architectural Journal 20, Cambridge, MIT Press, 1983
- Christian Devillers, «L'Indian Institute of Managment of Amhedabad 1962-1972 di Louis I Kahn», dans Casabella 54, septembre, 1990
- Joseph Burton, «The Aesthetic Education of Louis Kahn 1912-1924», dans The Yale Architectural Journal 28, Cambridge, MIT Press, 1997
- Peter Blake, « The mind of Louis Kahn», dans Architectural Forum, juillet-août, 1962
- Elie Villette, « La dernière œuvre de Louis Kahn », dans AD Magazine, novembre, 2012, [lire en ligne]
- Adelyn Perez, « Exeter Library (Class of 1945 Library) / Louis Kahn», AD Architecture Classics, juin, 2010, [lire en ligne]